# Чемпионат Азии по футболу среди молодёжных команд 1980
Молодежный чемпионат АФК 1980 года проходил с 21 февраля по 1 марта 1981 года в Бангкоке, Таиланд. Турнир в пятый раз выиграла сборная Южной Кореи.

## Квалификация
В финал выйдут пять команд, прошедших квалификационный этап.  Квалификация состояла из двух групп, в которых две лучшие команды из группы 1 и три лучшие команды из группы 2 прошли квалификацию в финальный турнир.

### Квалифицированные команды
- Катар (Победители квалификационной группы 1)
- Бангладеш (Занявшие второе место в квалификационной группе 1)
- Республика Корея (Победители квалификационной группы 2)
- Япония (Второе место в квалификационной группе 2)
- Таиланд (Квалификационная группа 2 третье место)

## Финальный турнир
| Команда          | И | В | Н | П | МЗ | МП | РМ | Очки |
| ---------------- | - | - | - | - | -- | -- | -- | ---- |
| Республика Корея | 4 | 3 | 1 | 0 | 9  | 3  | +6 | 7    |
| Катар            | 4 | 2 | 1 | 1 | 4  | 4  | 0  | 5    |
| Япония           | 4 | 2 | 0 | 2 | 4  | 5  | −1 | 4    |
| Таиланд          | 4 | 1 | 0 | 3 | 6  | 5  | +1 | 2    |
| Бангладеш        | 4 | 0 | 2 | 2 | 1  | 7  | −6 | 2    |

| Таиланд | 5:0 | Бангладеш |
| ------- | --- | --------- |
|         |     |           |

| Катар | 1:4 | Республика Корея |
| ----- | --- | ---------------- |
|       |     |                  |

| Таиланд | 0:2 | Катар |
| ------- | --- | ----- |
|         |     |       |

| Республика Корея | 3:1 | Япония |
| ---------------- | --- | ------ |
|                  |     |        |

| Бангладеш | 0:0 | Катар |
| --------- | --- | ----- |
|           |     |       |

| Таиланд | 1:2 | Япония |
| ------- | --- | ------ |
|         |     |        |

| Япония | 0:1 | Катар |
| ------ | --- | ----- |
|        |     |       |

| Республика Корея | 1:1 | Бангладеш |
| ---------------- | --- | --------- |
|                  |     |           |

| Таиланд | 0:1 | Республика Корея |
| ------- | --- | ---------------- |
|         |     |                  |

| Япония | 1:0 | Бангладеш |
| ------ | --- | --------- |
|        |     |           |

## Победитель
| Победители молодежного чемпионата АФК 1980 года |
| Республика Корея Пятый титул                    |

## Квалификация к молодежному чемпионату мира
Следующие команды прошли квалификацию в Молодежный чемпионат мира по футболу 1981 года.
- Республика Корея
- Катар